# Sestetto per archi n. 2 (Brahms)
Il Sestetto per archi n. 2 in sol maggiore, op. 36 fu composto da Brahms durante gli anni 1864-65 e fu pubblicato da Simrock.
Fu eseguito per la prima volta a Boston l'11 ottobre 1866.
L'organico del sestetto è di due violini, due viole, e due violoncelli, ed ha quattro movimenti:
1. Allegro non troppo
2. Scherzo - Allegro non troppo - Presto giocoso
3. Poco adagio
4. Poco allegro.

Brahms compose la maggior parte dell'opera nella campagna nei dintorni di Lichtental, non lontano da Baden-Baden. Secondo il biografo di Brahms Karl Geiringer, contiene un riferimento al nome di battesimo di Agathe von Siebold (della quale Brahms era in quel periodo innamorato) nel primo movimento, battute 162-168.
Il musicista svedese Kurt Atterberg arrangiò il sestetto per orchestra d'archi nel 1939.